# Gjøl Bredning
Gjøl Bredning är en vik i Danmark. Den ligger i Region Nordjylland, i den norra delen av landet och är en del av Limfjorden.